# كاران سينغ غروفر
كاران سينغ غروفر (23 فبراير 1982) هو ممثل وعارض أزياء ومنتج هندي، ولد في العاصمة نيو دلهي بالهند لأسرة البنجابية السيخية وعندما أصبح شاب انتقل مع عائلته إلى مدينة الخبر بمملكة العربية السعودية ودرس في المدرسة الهندية الدولية بالدمام وعام 2000 حصل على شهادة البكالوريوس إدراة الفنادق من إحدى كليات بومباي وبعد إنهاء دراسته انتقل إلى مسقط عاصمة سلطنة عمان وعمل في فندق شيراتون كمدير تنفيذي لإحدى التسويق لمدة عام تقريبا.
وأما مشواره كعارض أزياء شارك في مسابقة Gladrags Manhunt Contest في عام 2004 وفاز بجائزة من الأكثر عارض أزياء شعبيةً.
ومشواره الفنى شارك في 8 مسلسلات تقربيا ومسلسلين شارك معه طليقته جينيفر ونجت وحصل على جوائز كثيرة وكانت أخرها من مسلسل "Qubool Hai" الذي كان يعرض على شاشة زي العربية على قناة زي ألوان باسم «قبول» بجانب الممثلة سوربي جيوتي، ولكن غادر المسلسل بسبب اتهامات التي واجهت له قناة زي تي في ولكن نفى هذا اتهامات الموجهة عليها وقام بدوره «راكيش فاشيس» الذي قام بدور نيل في مسلسل رحلة سالوني.
في عام 2013، ورد كاران سينغ غروفر بالرقم ثلاث عشر كأكبر خسمين رجل جاذبية في آسيا حسب لائحة الكوكب. وقد ظهر عدة مرات في مجلة iTimes كأكثر خمسين الرجال رغبةً، ففي 2010 ظهر في عدد 24، و29 في عام 2011، و 39 في عام 2012  وكما اندرج في رقم 18 في عام 2013.
وقد اتم تصوير فيلم "Alone" مع الممثلة البوليوودية بيباشا باسو الذي عرض في صالات السينمة الهندية في السادس عشر من شهر كانون الثاني 
.كما يوجد في رصيده فيلم آخر غير "Alone”

## فيلموغرافيا

### أفلام
| علامة الخنجرية | يدل على أفلام التي لم تعرض بعد |

| السنة | فيلم          | الدور                | المصادر       |
| ----- | ------------- | -------------------- | ------------- |
| 2008  | Bhram         | كارلسون              | [ 9 ]         |
| 2012  | I M 24        | أمان                 | [ 10 ]        |
| 2015  | Alone         | كبير                 | [ 11 ]        |
| 2015  | Hate Story 3  | سوراف سينغانيا/كاران | [ 12 ]        |
| 2016  | 3 Dev         | فيشنو                | [ 13 ]        |
| 2019  | Firrkie       | فيكتور               | [ 14 ]        |
| 2019  | Aadat Diaries | غير معروف            | [ 15 ] [ 16 ] |

### تلفزيون
| السنة         | مسلسل                              | الدور                | ملاحظة                                     | المصادر       |
| ------------- | ---------------------------------- | -------------------- | ------------------------------------------ | ------------- |
| 2004-05       | Kitni Mast Hai Zindagi             | أرناف ديول           |                                            | [ 17 ]        |
| 2005          | Princess Dollie Aur Uska Magic Bag | أمان                 |                                            |               |
| 2005-06       | Kasautii Zindagii Kay              | شاردا غوبتا          | مثل معه أيضا طليقته                        |               |
| 2006-07       | Solhah Singaarr                    | أبهيمانيو            |                                            |               |
| 2007-10       | Dill Mill Gayye                    | أرمان مالك           | مثل معه أيضا طليقته                        | [ 18 ]        |
| 2012          | Teri Meri Love Stories             | راغو                 |                                            | [ 19 ]        |
| 2012          | Dil Dosti Dance                    | بروفيسوور كاران مالك |                                            | [ 20 ]        |
| 2012-13       | Qubool Hai                         | أسد أحمد خان         | يعرف في شاشات العربية ب"قبول" غادر المسلسل | [ 21 ] [ 22 ] |
| 2014          | Star Masti Holi Gulaal Ki          | ضيف                  |                                            | [ 23 ]        |
| 2015          | Thank You Maa                      | مشارك                |                                            | [ 24 ]        |
| 2015          | Selfie                             | ضيف                  |                                            |               |
| 2019-حتى الآن | لكنه لي                            | سيد بريشاب بجاج      |                                            | [ 25 ] [ 26 ] |

## الجوائز
| السنة | الجائزة                                      | الفئة                                       | العمل           | النتيجة |
| ----- | -------------------------------------------- | ------------------------------------------- | --------------- | ------- |
| 2004  | Gladrags Manhunt Contest                     | أفضل عارض أزياء شعبيةً                       |                 | فوز     |
| 2008  | Kalakar Awards                               | أفضل نجم صاعد                               | Dill Mill Gayye | فوز     |
| 2013  | Indian Telly Awards                          | شخصية تليفزيونية العام                      |                 | فوز     |
| 2013  | Zee Gold Awards                              | أفضل ثنائي                                  | قبول            | فوز     |
| 2013  | Zee Gold Awards                              | أفضل ممثل                                   | قبول            | فوز     |
| 2013  | 13th Indian Television Academy (ITA) Awards ‏ | أفضل ممثل سوبر ستار                         | قبول            | فوز     |
| 2013  | زي تي في                                     | أفضل ثنائي                                  | قبول            | فوز     |
| 2014  | FHM Awards ‏                                  | Bachelor of the year (mysterious categeory) |                 | فوز     |
| 2016  | Zee Gold Awards                              | نجم صاعد                                    |                 | فوز     |

## هوامش
1. ↑  ليتربوكسد (بالإنجليزية), QID:Q18709181
2. ↑  Narayan، Girija (25 فبراير 2014). "Photos: Karan Singh Grover's Birthday Party On Yatch [كذا] With Jennifer Winget". Oneindia entertainment. مؤرشف من الأصل في 2014-03-05.
3. 1 2 3  "Unknown facts about Karan Singh Grover on his birthday, fans pray for his comeback". مؤرشف من الأصل في 2014-03-05. اطلع عليه بتاريخ 2014-07-31.
4. ↑  Ali Zafar crowned sexiest 'Asian Man on the Planet' - Times of India نسخة محفوظة 10 أبريل 2019 على موقع واي باك مشين.
5. ↑  Ali Zafar beats Hrithik Roshan to become the sexiest Asian man on the planet - IBNLive نسخة محفوظة 25 ديسمبر 2013 على موقع واي باك مشين.
6. ↑  Hrithik Roshan crowned sexiest Asian man | Latest News & Updates at Daily News & Analysis نسخة محفوظة 18 أغسطس 2017 على موقع واي باك مشين.
7. ↑  "Times top 50 Most Desirable Men of 2012". مؤرشف من الأصل في 2019-01-07. اطلع عليه بتاريخ 2014-07-31.
8. ↑  Alone 2015 Movie News, Wallpapers, Songs & Videos - Bollywood Hungama نسخة محفوظة 16 أبريل 2016 على موقع واي باك مشين.
9. ↑  "Karan Singh Grover and Bipasha Basu just friends". مؤرشف من الأصل في 2020-08-13.
10. ↑  Bollywood Hungama. "I M 24". bollywoodhungama.com. مؤرشف من الأصل في 2015-09-25.
11. ↑  "Alone: Bipasha Basu praised, Karan Singh Grover ignored?". The Times of India. مؤرشف من الأصل في 2019-01-07.
12. ↑  Bollywood Hungama. "Hate Story 3". bollywoodhungama.com. مؤرشف من الأصل في 2016-02-26.
13. ↑  "Karan Singh Grover to play Vishnu – The Times of India". The Times of India. مؤرشف من الأصل في 2019-01-09. اطلع عليه بتاريخ 2015-10-23.
14. ↑  "First Look: Jackie Shroff, Kay Kay Menon, Karan Singh Grover, Sandeepa Dhar and Neil Nitin Mukesh look stunning in the poster of Firrkie". www.pinkvilla.com. مؤرشف من الأصل في 2018-09-11. اطلع عليه بتاريخ 2018-06-22.
15. ↑  "Bipasha Basu and hubby Karan Singh Grover to team up for Vikram Bhatt's 'Aadat'". مؤرشف من الأصل في 2019-12-12. اطلع عليه بتاريخ أغسطس 2020. {{استشهاد بخبر}}: تحقق من التاريخ في: |تاريخ الوصول= (مساعدة)
16. ↑  كاران سينغ غروفر  في قاعدة بيانات الأفلام على الإنترنت (بالإنجليزية)
17. ↑  "Karan's waiting for the right girl". مؤرشف من الأصل في 2019-01-07. اطلع عليه بتاريخ 2014-07-31.
18. ↑  Somashukla Sinha Walunjkar (25 يونيو 2012). "Big icons of small screen!". تايمز أوف إينديا. مؤرشف من الأصل في 2019-01-09.
19. ↑  "Karan Singh and Anita together in Teri Meri Love Stories". Timesofindia.indiatimes.com. مؤرشف من الأصل في 2018-09-11. اطلع عليه بتاريخ 2014-07-31.
20. ↑  "Karan Singh Grover finally enters Dil Dosti Dance". Timesofindia.indiatimes.com. مؤرشف من الأصل في 2019-03-24. اطلع عليه بتاريخ 2014-07-31.
21. ↑  "The strong & silent TRP-trippers of small screen soaps". مؤرشف من الأصل في 2019-01-07. اطلع عليه بتاريخ 2014-07-31.
22. ↑  "Small screen, fat pay cheques". مؤرشف من الأصل في 2014-12-29. اطلع عليه بتاريخ 2014-07-31.
23. ↑  "Star Plus presents Holi special 'Masti Gulal Ki' | Best Media Info, News and Analysis on Indian Advertising, Marketing and Media Industry". www.bestmediainfo.com. مؤرشف من الأصل في 2019-01-07. اطلع عليه بتاريخ 2016-01-10.
24. ↑  "Thank You Maa: Gurmeet Choudhary, Karan Singh Grover, Divyanka Tripathi's mind blowing Mother's Day celebration!". www.bollywoodlife.com (بالإنجليزية الأمريكية). Archived from the original on 2019-01-07. Retrieved 2016-01-10.
25. ↑  "Karan Singh Grover to play Mr Bajaj in 'Kasautii Zindagii Kay 2'". Timesofindia.indiatimes.com. مؤرشف من الأصل في 2019-05-17. اطلع عليه بتاريخ 2019-05-16.
26. ↑  "Karan Singh Grover to play new age Mr Bajaj in Kasautii Zindagii Kay". Timesofindia.indiatimes.com. مؤرشف من الأصل في 2019-06-14. اطلع عليه بتاريخ 2019-05-16.
27. ↑  "1ST YEAR - LIONS FILM AWARDS 01/01/1993 AT G. D. BIRLA SABHAGARH" (PDF). مؤرشف من الأصل (PDF) في 2014-06-10. اطلع عليه بتاريخ 2014-07-31.
28. ↑  "12th Indian Telly Award Winner List". Indiantellytalkies. 4 مايو 2013. مؤرشف من الأصل في 2016-03-05. اطلع عليه بتاريخ 2014-02-03. {{استشهاد ويب}}: استعمال الخط المائل أو الغليظ غير مسموح: |ناشر= (مساعدة)
29. 1 2  "Photos: 2013 Boroplus Gold Awards Winners List!". Entertainment.oneindia.in. مؤرشف من الأصل في 2014-07-30. اطلع عليه بتاريخ 2014-07-31.
30. ↑  "Karan Singh Grover, Devoleena bag top honours at ITA awards". سي أن أن نيوز18. 24 أكتوبر 2013. مؤرشف من الأصل في 2015-01-10. اطلع عليه بتاريخ 2013-12-28. {{استشهاد ويب}}: استعمال الخط المائل أو الغليظ غير مسموح: |ناشر= (مساعدة)
31. ↑  "Photos: Zeeم Rishtey Awards 2013: Jodha Akbar-Qubool Hai Top The Winners List!". مؤرشف من الأصل في 2014-02-19. اطلع عليه بتاريخ 2014-07-31.
32. ↑  "Axe Signature And FHM Bachelor Of The Year 2014 Awards". مؤرشف من الأصل في 2018-09-11.
33. ↑  Nagarathna (10 يونيو 2016). "Gold Awards 2016: Divyanka Tripathi, Hina Khan, Karan Singh Grover & Others Bag Awards (PICS)". Filmi Beat. مؤرشف من الأصل في 2019-05-29.

## وصلات خارجية
- كاران سينغ غروفر على موقع IMDb (الإنجليزية)
- كاران سينغ غروفر على موقع قاعدة بيانات الفيلم (الإنجليزية)
- كاران سينغ غروفر على موقع ليتربوكسد (الإنجليزية)
- كاران سينغ غروفر على موقع كينوبويسك (الروسية)